# Kilomberoweber
Der Kilomberoweber (Ploceus burnieri) zählt innerhalb der Familie der Webervögel (Ploceidae) zur Gattung der Ammerweber (Ploceus).
Der lateinische Artzusatz bezieht sich auf den schweizerischen Ornithologen Eric Burnier.
Der Vogel ist endemisch in Tansania.
Das Verbreitungsgebiet umfasst Sümpfe entlang des Kilombero-Flusses, auch jahreszeitlich überflutete Grasflächen in der Nähe der Stadt Ifakara unterhalb 300 m. Höhe.

## Merkmale
Diese Weberart ist 13 cm groß, das Männchen wiegt zwischen 17 und 21, das Weibchen zwischen 14 und 17 g. Das Männchen im Brutkleid sieht dem Riedweber (Ploceus castanops) ähnlich, aber die V-förmige, schmal kastanienbraun abgesetzte Maske ist schwärzer und die Iris ist dunkelbraun. Schnabel, Ohrdecken und Kehle sind schwarz, Kopf, Nacken und Unterseite goldgelb, Stirn und Scheitel sind gelbbraun-orange, die Oberseite gelb-braun, die Flügeldecken kräftig schwarz-gelb gestreift, der Schwanz ist kurz. Im Schlichtkleid wie das Weibchen und Jungvögel ist das Gefieder blasser, die Brust in verwaschenem Gelb, die Unterseite fahl gelblich-weiß, der Bürzel grau-weiß, der Augenstreif ist gelbbraun, der Schnabel dunkel- bzw. hellgrau.
Die Art ist monotypisch.

## Stimme
Der Ruf des Männchens wird als „chuk“, schärfer als Alarmruf beschrieben.

## Lebensweise
Die Nahrung besteht hauptsächlich aus Grassamen. Sucht gern in Gruppen auf dem Boden nach Nahrung, sonst entlang der Grashalme.
Die Brutzeit liegt zwischen Dezember und Februar. Der Vogel ist wahrscheinlich polygyn, brütet im Schilf meist in Kolonien mit bis zu 30 Nestern, aber auch alleine. Das vom Männchen gebaute Nest ist oval mit seitlichem, zum Boden weisenden Eingang. Es werden 1 – 2 gleichmäßig olivbraune bis türkise Eier mit hellbraunen Flecken gelegt.

## Gefährdungssituation
Der Bestand gilt als gefährdet (Vulnerable).